# Arnaud Gandais
Arnaud Gandais, né le 28 juin 1977 est un ancien entraîneur et manager de handball, devenu directeur général.
En septembre 2019, il annonce être le nouveau directeur général du Paris Volley. Il quitte le club en novembre 2021.

## Biographie
Il entre à l'Athlétic Club Boulogne-Billancourt en 1998 où il est responsable du centre de formation et des juniors de moins de 18 ans durant quatre ans. En septembre 2002, il apprend le métier aux côtés de l'entraîneur des séniors alors en D1, « J'ai côtoyé le haut niveau durant cinq ans à l'ACBB. J'étais détaché à plein temps auprès de Denis Tristant pour la préparation physique de l'équipe de D1 masculine" ».
En mai 2003, à la suite de l'échec des négociations d'un rapprochement entre l'ACBB et le Paris Handball, on le nomme, à 25 ans, directeur sportif du club. Son projet pour évoluer en N1 bien qu'accepté par la FFHB, n'est pas du goût des dirigeants du club. Finalement le club part en N3.
En janvier 2004, il quitte l'ACBB pour la ville voisine où il se voit confier le poste d'entraineur du Issy Les Moulineaux Handball remplaçant Bertrand François, reparti à Metz après deux mois en Île-de-france. Le 7 février 2004, douze jours après son arrivée, son tout premier match face à Sun A.L. Bouillargues se conclut par une défaite 19 à 27. La fin de saison est difficile et le club relégué en Division 2.
Entre 2005 et 2008 il occupe aussi le poste de Directeur adjoint du service des sports de la ville d’Issy-les-Moulineaux.
Sous sa houlette, l'équipe remonte en D1 en terminant second du championnat de seconde division en 2006. En décrochant une troisième place du championnat en 2008, le club est qualifié pour la coupe EHF la saison suivante. Pour une première expérience européenne, le club va jusqu'en quart de finale mais il est sorti par les allemandes du HC Leipzig en mars 2009. Malgré une quatrième place au championnat, l'équipe francilienne est reléguée administrativement en D2 pour des raisons financières,. L'aventure en Division 2, avec une équipe complètement remodelée (exit Darleux, Pineau, Deroin, Dembélé, Herbrecht et Khouildi), est un franc succès  puisque l'équipe est championne de la saison (23 victoires, 1 match nul et 2 défaites) et retrouve le haut niveau dès la saison suivante .
En 2010-2011, il restructure l'équipe (à la suite d'une décision de la CNCG) avec l'arrivée de jeunes mais aussi d'Amélie Goudjo. Il poursuit l'année suivante avec les signatures de Mariama Signaté, Mayssa Pessoa et Anne-Sophie Kpozé et s'en entoure d'un second entraîneur-adjoint, Pablo Morel. Les efforts sont payants puisque le club termine second du championnat derrière les bretonnes d'Arvor 29, s'offrant ainsi une place en coupe d'Europe pour la troisième fois.
2013 est une très belle année pour le coach, ses "filles" gagnent la coupe de la Ligue, le premier titre du club : « C’est un point de passage obligé pour un club qui veut gagner des titres. La Coupe de la Ligue, ce n’est pas non plus le championnat, mais on est contents de l’avoir gagnée. » commente-t-il.  Elles finissent troisièmes du championnat et s'inclinent en finale de la coupe des vainqueurs de coupe avec une équipe diminuée.
En 2014, le club confirme sa progression et atteint trois finales, malheureusement toutes perdues : la coupe Challenge face aux suédoises de Höör, la coupe de France face à Fleury et le championnat de France face à Metz. Ces belles performances lui valent d'être élu meilleur entraîneur de France lors de la Nuit du Handball en mai 2014.
Il participe à son dernier match en tant qu'entraîneur, le 1er juin 2014 lors de la finale retour du championnat de France contre Metz Handball.
À l'été 2014, après dix ans et demi à la tête de l'équipe,  il est nommé directeur général du club. Pablo Morel, son adjoint depuis trois ans,  lui succède. Sa mission est de « construire le club qui gagnera des titres demain », cela passe notamment par des « réformes structurelles » et une meilleure utilisation du centre de formation :  « nous sommes assis sur une mine d’or qui n’est pas assez exploitée. 50 % des joueuses professionnelles du club devraient sortir de notre centre de formation, alors que nous n’en sommes qu’à 30 %. Le bassin francilien est inépuisable. À nous de créer les conditions de l’épanouissement, du travail et de la professionnalisation. ». En nouveau dirigeant il s'est fixé l'ambitieux projet d'« être dans le TOP 8 européen dans 3 ans ».
Le 24 octobre 2016, il est réintégré à son ancien poste et remplace Pablo Morel, évincé pour ses mauvaises performances européennes. Jean-Marie Sifre, président du club, justifie cette décision « C’est la suite des deux matches de Coupe d’Europe. Elle faisait partie de nos objectifs et on sort au deuxième tour, c’est forcément un échec. Le club construit, joue les phases finales depuis cinq ans, alors ce n’est pas bien pour notre projet, pour les partenaires, pour le public. »
Le 17 avril 2019, il annonce sur Twitter quitter le club à la fin de la saison.

## Carrière
- 1998 à 2002 : responsable du centre de formation et entraîneur des -18 ans à l'ACBB
- 2002 à 2003 : préparateur physique de l'équipe D1 à l'ACBB
- mai 2003 à jan. 2004 : directeur sportif (équipe en N3) à l'ACBB
- jan. 2004 à 2014 et d'oct 2016 à juin 2019 : entraîneur principal à Issy Paris Hand
- 2005 à 2008 : directeur adjoint du service des sports de la ville d'Issy-les-Moulineaux
- 2014 à 2019 : directeur général à Issy Paris Hand
- sep. 2019 à nov. 2021 : directeur général au Paris Volley

## Palmarès
Compétitions internationales
- finaliste de la Coupe des Vainqueurs de Coupe en 2013
- finaliste de la Challenge Cup en 2014

Compétitions nationales
- vainqueur de la Coupe de la Ligue en 2013
- vice-champion de France en 2012 et 2014
- finaliste de la Coupe de France en 2014 et 2017
- champion de France de D2 en 2010

Distinctions individuelles
- élu meilleur entraîneur de LFH en 2014

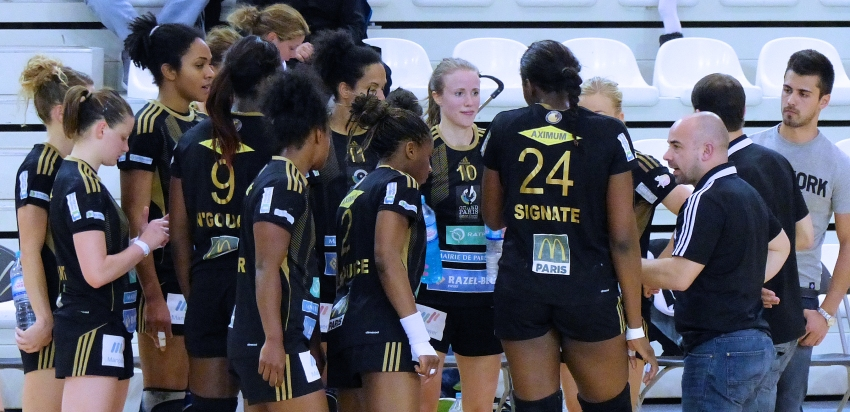
Avec ses joueuses lors d'un temps mort pendant le match IPH / Mios. Le 30 avril 2014.
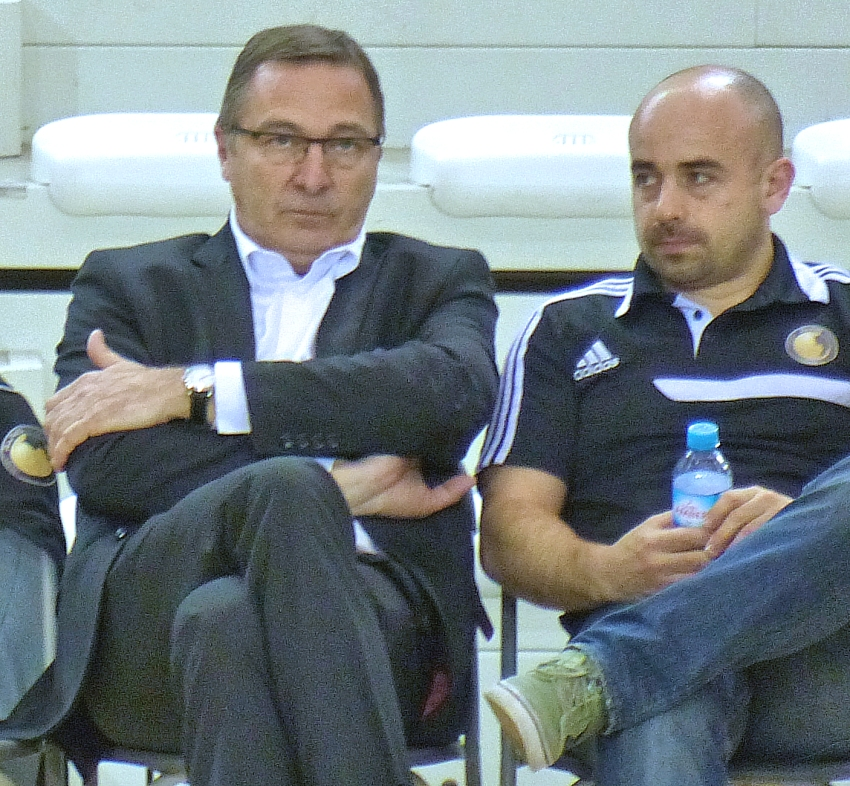
Avec Jean-Marie Sifre, président d'Issy Paris Hand lors du match IPH / Mios. Le 30 avril 2014.
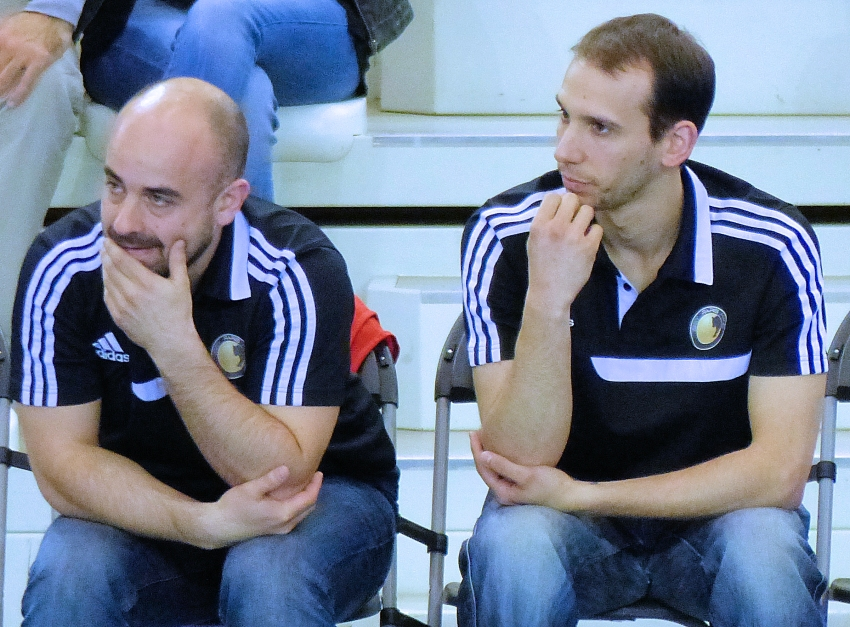
Avec Pablo Morel lors de la finale aller du Championnat de France de handball féminin, contre Metz. Le 28 mai 2014.
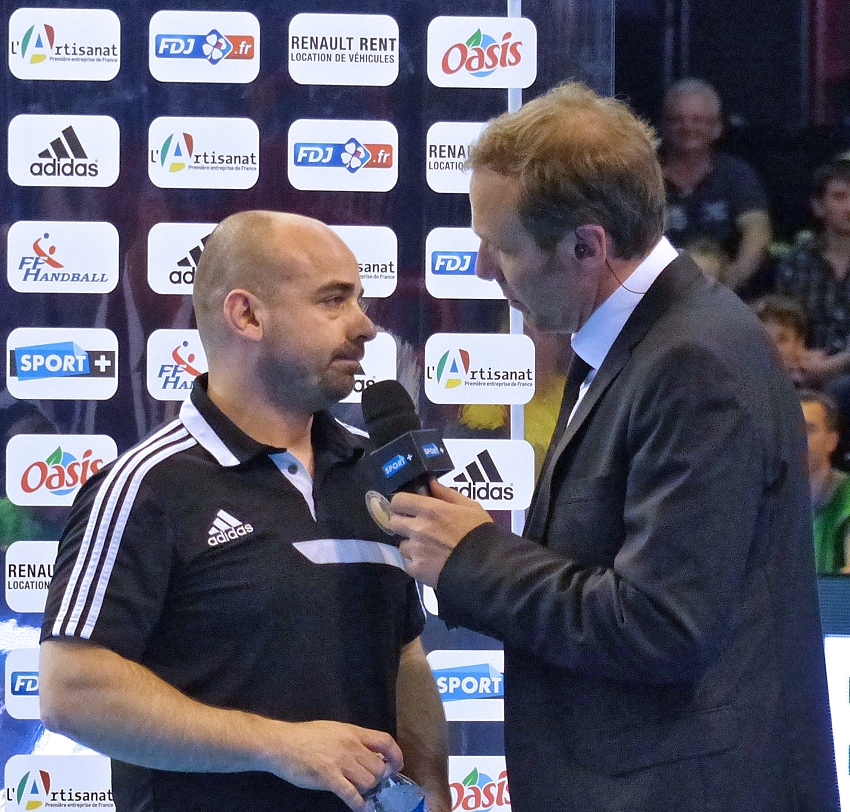
Au micro de Philippe Velghe de Sport+ après la défaite face à Fleury en finale de coupe de France. Le 24 mai 2014.